# Парламентская ассамблея НАТО
Парла́ментская ассамбле́я НА́ТО (англ. NATO Parliamentary Assembly) — межпарламентская организация стран — членов НАТО.

## Общие сведения
Организация создана в 1955 году в качестве площадки для обсуждения вопросов безопасности законодателями стран-членов НАТО. 18-22 июля 1955 года в Париже состоялась первая Конференция членов парламентов стран НАТО, в которой приняли участие 158 делегатов из 14 стран. На 12-й конференции в 1966 году единогласно было принято решение о её переименовании в Североатлантическую ассамблею (англ. North Atlantic Assembly), в том же году вместе с другими структурами НАТО организация перенесла свою штаб-квартиру в Брюссель. Ассамблея собирается дважды в год, в её работе участвуют законодатели, делегированные национальными парламентами по партийным квотам, пропорциональным представительству партий в парламентах. Рекомендации Парламентской ассамблеи представляются национальным правительствам, парламентам и организациям, а также генеральному секретарю НАТО. Ассамблея содействует распространению принципов демократического контроля над вооружёнными силами в странах за пределами НАТО посредством таких международных соглашений, как Основополагающий акт Россия-НАТО (1997), Хартия НАТО-Украина, Совет Евроатлантического партнёрства, Партнёрство ради мира. Секретариат организации численностью 30 человек находится в Брюсселе (Бельгия).

## Председатели
- Макли-Робертсон, Уишарт[англ.] (1955—1956)
- Хейз, Уэйн[англ.] (1956—1957)
- Фенс, Йоханнес Йозефус[нидерл.] (1957—1959)
- Бетуар, Антуан[англ.] (1959—1960)
- Лангель, Нильс[англ.] (1960—1961)
- Пьетро Микара (Pietro Micara) (1961—1962)
- Лорд Краторн[англ.] (1962—1963)
- Клиезинг, Георг[нем.] (1963—1964)
- Моро де Мелен, Анри[англ.] (1964—1965)
- (José Soares da Fonseca) (1965—1966)
- Дюбе, Жан-Эд[англ.] (1966—1967)
- Матьизен, Маттиас Арни[англ.] (1967—1968)
- Касым Гюлек (1968—1969)
- Хейз, Уэйн[англ.] (1969—1970)
- (Romain Fandel) (1970—1971)
- Терресн Мерфи[англ.] (1971—1972)
- Джон Пил[англ.] (1972—1973)
- (Knud Damgaard) (1973—1975)
- Хейз, Уэйн[англ.] (1975—1977)
- Джеффри де Фритас[англ.] (1977—1979)
- Тинесс, Пауль[англ.] (1979—1980)
- Джек Брук[англ.] (1980—1982)
- (Peter Corterier) (1982—1983)
- Уолл, Патрик[англ.] (1983—1985)
- Маттиас, Чарльз[англ.] (1985—1986)
- (Ton Frinking) (1986—1988)
- Патрик Даффи[англ.] (1988—1990)
- Роуз, Чарли (en:Charlie Rose (congressman), 1990—1992)
- Войт, Карстен (en:Karsten Voigt, 1994—1996)
- Рот, Уильям (en:William V. Roth, Jr., 1996—1998)
- Эстрелла, Рафаэль (en:Rafael Estrella, 2000—2002)
- Берейтер, Дуг (en:Doug Bereuter, 2002—2004)
- Леллюш, Пьер (en:Pierre Lellouche, 2004—2006)
- Кендерс, Берт (en:Bert Koenders, 2006—2007)
- Лелло, Жозе (José Lello, 2007—2008)
- Тэннер, Джон (en:John S. Tanner, 2008—2010)
- Ламерс, Карл А. (en:Karl A. Lamers, 2010—2012)
- Бэйли, Хью (en:Hugh Bayley (2012—2014)
- Тёрнер, Майк (2014—2016)
- Алли, Паоло (2016—2018)
- Раса Юкнявичене[4] (март-ноябрь 2018)
- Мадлен Мун[англ.] (с 19 ноября 2018 года[5] по 16 декабря 2019)
- Аттила Мештерхази (и. о. с 16 декабря 2019[6] по 2020)
- Джеральд Конноли[англ.] (с 23 ноября 2020[7] по 28 ноября 2022)
- Жоэль Гаррио-Мелам[фр.] (с 28 ноября 2022)